# Yeoman

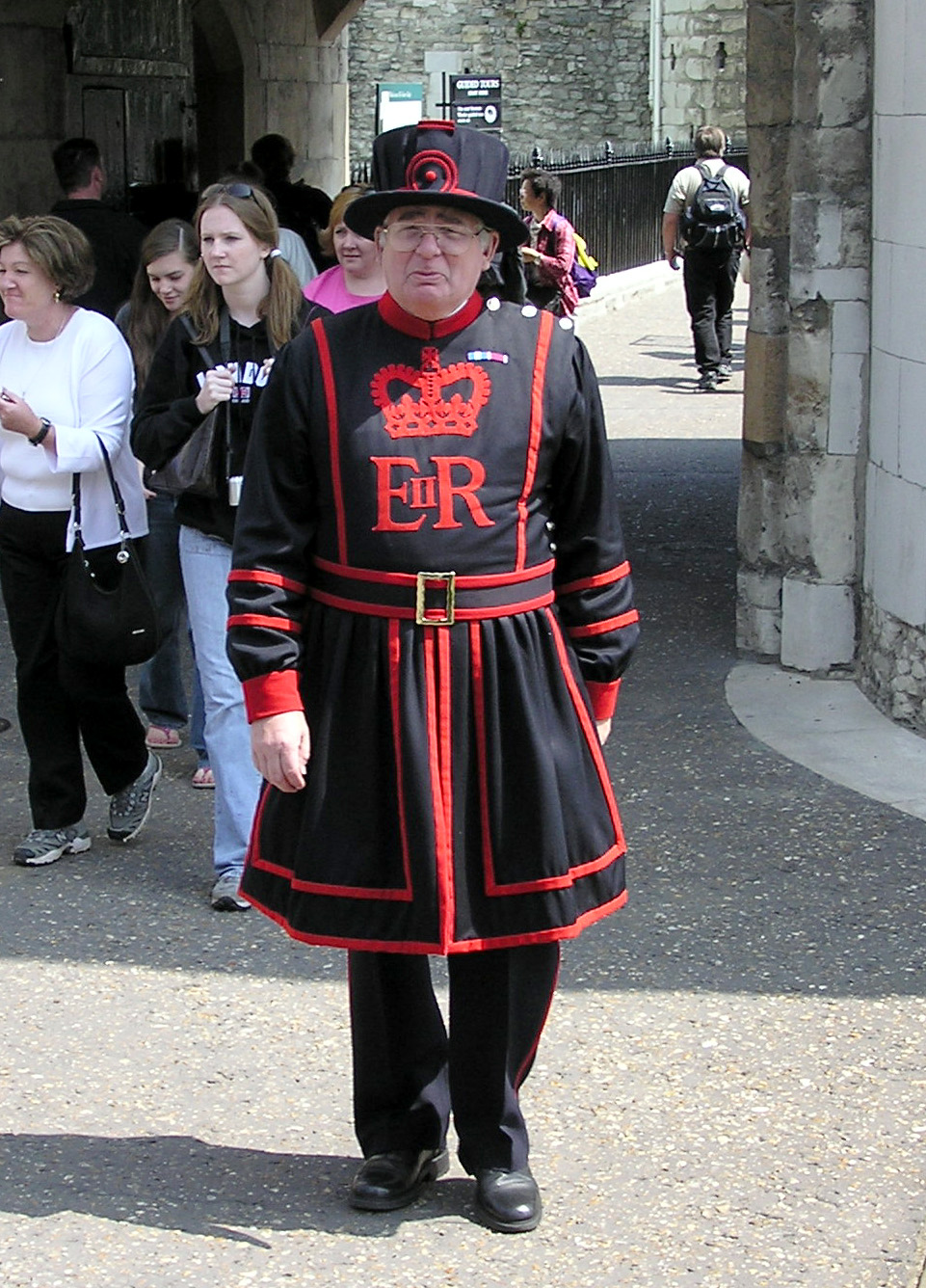
Un Yeoman Warder a la Torre de Londres, Anglaterra

Yeoman és un terme anglès per referir-se a pagesos terratinents durant l'Edat Mitjana d'Anglaterra que tenien una bona posició econòmica. Més tard el terme es va estendre a arrendataris i petits terratinents. El terme i el concepte d'origen és similar a l'original en rus kulak.
En l'escala social els yeomen es trobaven una mica per sota dels Gentry i per sobre de la de propietari d'una casa.
Yeoman era també un lloc dins la noblesa anglesa amb títols com Yeoman of the Chamber, Yeoman of the Crown, Yeoman Usher, i King's Yeoman.
En l'ús britànic modern, yeoman pot referir-se específicament a
- un membre de la reserva militar anomenada un yeomanry, similar a militia);
- un membre dels Yeomen of the Guard o Yeomen Warders de la Torre de Londres
- un funcionari de la Royal Household al Castell de Windsor, com el Yeoman of the Cellar
- un suboficial de la Royal Corps of Signals en el British Army, un lloc aconseguit després de completar un curs tècnic de 14 mesos.

En la United States Navy i United States Coast Guard, un yeoman és una classificació normalment amb ocupacions burocràtiques o administratives.